# Akiyoshi Matsuoka
Akiyoshi Matsuoka (jap. 松岡 昭義 Matsuoka Akiyoshi; * 3. März 1945; † 4. September 2017) war ein japanischer Skilangläufer.
Matsuoka, der an der Waseda-Universität studierte, gewann bei der Winter-Universiade 1964 in Špindlerův Mlýn die Silbermedaille mit der Staffel und wurde bei der Winter-Universiade 1966 in Sestriere Achter über 15 km. In der Saison 1967/68 holte er bei der Winter-Universiade 1968 in Innsbruck erneut die Silbermedaille mit der Staffel und belegte bei den Olympischen Winterspielen 1968 in Grenoble den 53. Platz über 15 km sowie zusammen mit Tokio Satō, Sotoo Okushiba und Kazuo Satō den zehnten Platz in der Staffel. Bei den Nordischen Skiweltmeisterschaften 1970 in Štrbské Pleso lief er auf den 38. Platz über 15 km, auf den 36. Rang über 30 km sowie auf den 12. Rang mit der Staffel und bei den Olympischen Winterspielen 1972 in Sapporo auf den 43. Platz über 15 km und zusammen mit Hideo Tanifuji, Kunio Shibata und Tomio Okamura erneut auf den zehnten Platz in der Staffel. Bei japanischen Meisterschaften siegte er zweimal über 30 km (1971, 1972) und einmal über 50 km (1972).